# 패스트카피
패스트카피(FastCopy) 컴퓨터 소프트웨어는 마이크로소프트 윈도우에서 실행되는 파일 및 디렉터리 복사기이다. 원래는 GPLv3 라이선스에 따른 오픈 소스였지만 이후 프리웨어 릴리스에서는 "다양한 상황으로 인해 소스 코드 배포가 일시적으로 중단되었다"라고 보고되었다. 버전 5.0.0에서는 추가 기능이 추가된 프로(Pro) 버전으로 라이선스를 변경하고, 비국내 환경에서의 사용 사례를 분리했지만, 이전 버전에서는 직장에서 패스트카피 사용을 허용했다.
윈도우 7 이상 및 윈도우 서버 2012 이상에서 실행되는 32비트 및 64비트 버전이 있다. 64비트 버전 4.1.7을 구성하는 실행 파일과 DLL 파일의 총 크기는 1.3MB이다. 독립형 휴대용 애플리케이션으로 실행되거나 윈도우 셸에 통합될 수 있으며 장치 제한에 가까운 읽기 및 쓰기 성능을 달성한다고 주장한다.
2008년 라이프해커가 실시한 테스트에서 패스트카피는 유사한 기능을 가진 경쟁 프로그램인 테라카피보다 몇 배 더 빨랐다. 그러나 그 이후로 두 프로그램 모두 업데이트되었다. TeraCopy v2.07beta, KillCopy v2.85, FastCopy v1.99r4, SuperCopier v2.2bet 간의 보다 광범위한 비교가 수행되었으며 2009년 포럼에 게시되었다.
윈도우 10 v1607 이전의 마이크로소프트 윈도우에서는 윈도우 탐색기와 같이 Win32 API를 사용하는 프로그램이 UTF-16 260자보다 긴 경로 이름을 지원하지 않는다. 이후 버전의 윈도우에서는 레지스트리 또는 그룹 정책을 통해 이를 변경할 수 있다. 패스트카피는 마이크로소프트의 API를 사용하지 않고 자체 호출을 NT 커널에 배치하여 260자보다 긴 경로 이름으로 작업을 허용한다.
2015년 FastCopyV2.11(BSD 허가서)은 일본 PostProduction L'espace Vision에 의해 맥 OS X로 포팅되었다. 맥 앱 스토어에서 "RapidCopy"로 판매된다. 2016년에 L'espace Vision은 BSD 2-Clause 라이선스에 따라 깃허브에서 "Linux용 RapidCopy"의 리눅스 버전을 출시했다.

## 스크린샷

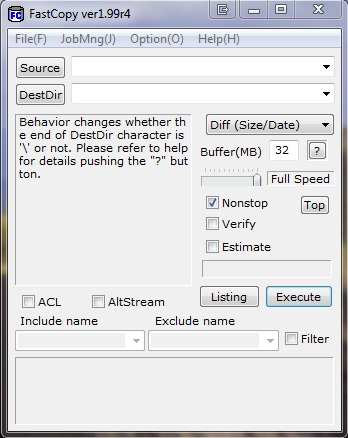
윈도우 7에서의 패스트카피
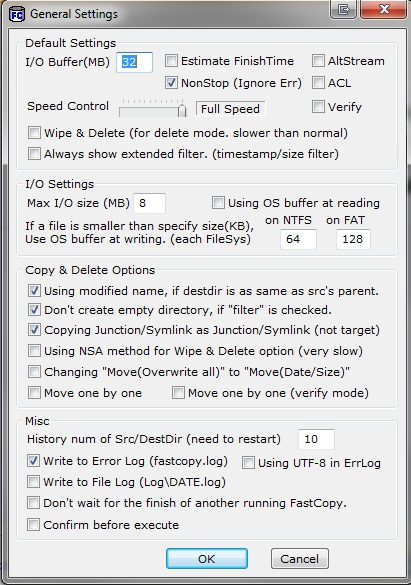
패스트카피 일반 설정창
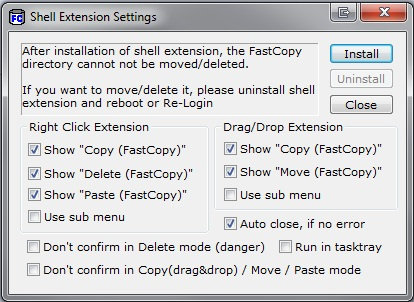
패스트카피 셸 설정창

## 같이 보기
- Robocopy
- 테라카피